# Heptathela abca
Heptathela abca Ono, 1999  è un ragno appartenente al genere Heptathela della famiglia Liphistiidae.
Il nome del genere deriva dal greco ἐπτά, heptà, cioè sette, ad indicare il numero delle ghiandole delle filiere che possiedono questi ragni, e dal greco θηλή, thelè, che significa capezzolo, proprio ad indicare la forma che hanno le filiere stesse.
Il nome proprio deriva da un'arbitraria combinazione di lettere dell'alfabeto.

## Caratteristiche
Ragno primitivo appartenente al sottordine Mesothelae: non possiede ghiandole velenifere, ma i suoi cheliceri possono infliggere morsi piuttosto dolorosi
Questa specie si distingue da Heptathela tomokunii per la struttura dei genitali femminili, in particolare dalla forma della spermateca: le bursae principali di H. abca sono poste lateralmente e sono reniformi, mentre in H. tomokunii sono di forma ovale e poste proprio vicino ai genitali.
Il bodylenght (lunghezza del corpo escluse le zampe) è compreso fra i 12 e i 20 millimetri. I cheliceri hanno 11 denti (3 larghi e 8 più piccoli), sul margine anteriore del solco della zanna. L'opistosoma ha forma ovale, lungo più che largo. Le filiere mediane posteriori sono ridotte e completamente fuse. Posseggono due paia di spermateche, le principali reniformi con tubercoli granulati e le secondarie sono molto piccole.

## Colorazione
Il prosoma è di colore bruno e i tubercoli oculari sono neri. I cheliceri sono bruni e la zanne bruno-rossicce. Le coxae delle zampe e i pedipalpi sono bruno-rossicci, gli altri segmenti delle zampe sono bruni. L'opistosoma è grigio-bruno, le scleriti dorsali sono bruno-nerastre; le scleriti ventrali e le filiere sono bruno-giallognole

## Distribuzione
Rinvenuta nella località di Yên Bái, nella provincia omonima del Vietnam settentrionale.